# El Carito (Venezuela)
Pour les articles homonymes, voir El Carito.
El Carito est la capitale de la paroisse civile d'El Carito de la municipalité de Libertad dans l'État d'Anzoátegui au Venezuela.

## Géographie

### Transports
La ville est reliée par la route L-7 au nord à la paroisse voisine de El Pilar et sa capitale El Pilar et au sud à la municipalité d'Aragua et son chef-lieu Aragua de Barcelona par la route T-13 ; à l'est, la route R-34 la relie à San Mateo, chef-lieu de la municipalité.